# Fischbach (Schluchsee)
Fischbach ist eine ehemals selbständige Gemeinde und seit 1971 ein Ortsteil der Gemeinde Schluchsee im Hochschwarzwald in Baden-Württemberg. Innerhalb von Schluchsee ist Fischbach ein Wohnbezirk im Sinne der baden-württembergischen Gemeindeordnung, bestehend aus den Teilorten Fischbach (auch Oberfischbach), Hinterhäuser und Schwende.

## Lage
Oberfischbach liegt nördlich des Schluchsees sowie östlich und unterhalb des Ahabergs (1180 m) im Fischbachtal, welches durch den gleichnamigen Bach geprägt ist. Durch das Tal verläuft die Landstraße 156 (Schluchseestraße).  Hinterhäuser liegt östlich von Oberfischbach in einem Seitental des Fischbachtals. Der kleinste Teilort Schwende liegt nordöstlich von Oberfischbach am Schwendebächle in einem in Richtung Lenzkirch offenen Seitental.

## Geschichte
Die erste urkundliche Erwähnung Fischbachs als Vischbach war im Jahr 1296 als südlichster Grenzpunkt der Herrschaft Lenzkirch. Schwende wurde erstmals 1316 erwähnt. Der Name kommt mutmaßlich von „schwenden“ bzw. roden und bezeichnet also eine Rodung im Wald. 1491 kam Fischbach als Bestandteil der Herrschaft Lenzkirch an das Haus Fürstenberg. Hinterhäuser ist der jüngste Teilort des heutigen Fischbachs. Der Ort wurde erstmals 1613 im Güter- und Rechteverzeichnis der Pfarrei Lenzkirch erwähnt.
Im Jahr 1745 besaß Fischbach dem Steuerbuch des Amts Lenzkirch zufolge drei Mühlen sowie eine weitere in Schwende, welches zu diesem Zeitpunkt mehr Höfe besaß als das heute größere Hinterhäuser.  1806 kam Fischbach in Folge der Mediatisierung und der damit verbundenen Auflösung des Fürstentum Fürstenbergs zum Großherzogtum Baden. Es gehörte ab da zum Bezirksamt Neustadt. 1832 erhielt Fischbach gemäß der badischen Gemeindeordnung einen Bürgermeister. Am 1. Juli 1971 wurde Fischbach nach Schluchsee eingemeindet.